# Bernardo III di Tolosa
Bernardo, detto Piede di Velluto. Bernardo anche in spagnolo, in portoghese e in galiziano, Bernard in francese e Bernat in catalano (Uzès, 22 marzo 841 – agosto 886), fu duca di Settimania dall'857 all'868, conte di Autun, tre volte tra l'863 e l'873., conte di Rodez dall'864 all'874, conte d'Alvernia dall'872, conte di Tolosa dall'874 e conte di Mâcon, dall'880 fino alla sua morte.

## Origine
Figlio del duca di Settimania, conte di Barcellona e conte di Tolosa, Bernardo di Settimania e di Dhuoda di Guascogna (804-843), presunta figlia del duca di Guascogna Sancho I Lopez (772-816)

## Biografia
Bernardo fu abate di Brioude dall'857 all'868, conte d'Autun nell'864, deposto nell'869 e conte di Rodez dall'864 all'874.
Da un documento presente nel carteggio dell'abbazia Saint-Julien de Brioude, si ha notizia che il conte Bernardo con la moglie, Ermengarda, nell'867) fece una donazione di una proprietà all'abbazia di Brioude.

La penisola iberica con a nord la marca di Spagna e Tolosa nella seconda metà del IX secolo

Secondo gli Annales Bertiniani, Bernardo nell'868 era ancora marchese di Gotia o Settimania
Bernardo, che ambiva alla contea d'Alvernia, in quanto la moglie, Ermengarda, era la figlia del conte, Bernardo I d'Alvernia, la ottenne, nell'872, dopo aver spodestato il conte, Gerardo II.
Gli Annales Bertiniani citano Bernardo come conte di Alvernia (Bernardum Arvernicum comitem).
Nell'874 fece assassinare Bernardo il Vitello, conte di Tolosa e gli subentrò nel titolo.
Nell'876 fu fatto prigioniero dal re di Franconia, Sassonia e della Lotaringia orientale (dall'880, tutta la Lotaringia) Ludovico III il Giovane.
Nell'877 si unì alla ribellione contro l'imperatore Carlo il Calvo; ma dopo la morte di quest'ultimo, nell'autunno dello stesso anno, accettò di rendere omaggio al successore sul trono di Francia, Luigi il Balbo.
Nell'880, durante la guerra tra i carolingi, Carlomanno, re di Provenza, e Luigi III, re di Francia, alleati del re d'Italia, Carlo il Grosso, contro Bosone, Bernardo fu tra coloro che espugnarono Mâcon, e a Bernardo fu concesso il titolo di conte di Macon.
Da un documento presente nel carteggio dell'abbazia di Conques in Rouergue si ha notizia che il conte Bernardo con la moglie, Ermengarda, nell'882) fece una donazione di una proprietà all'abbazia di Conques e, secondo l'Histoire Générale de Languedoc (volume II), ne fece un'altra l'anno successivo.
Nell'885 l'imperatore Carlo il Grosso, ora anche re d'Aquitania e di Provenza gli concesse il titolo di marchese d'Aquitania.
Morì nell'886, come risulta dal mortuario della chiesa principale di Lione, lasciando al figlio Guglielmo il Pio il titolo della contea d'Alvernia, mentre la contea di Tolosa ritornò alla famiglia Rouergue.

## Discendenza
Bernardo aveva sposato Ermengarda († dopo il luglio 883), figlia del conte Bernardo I d'Alvernia († 868) e di Liutgarda, come risulta da alcuni documenti, sopra citati, relativi ad alcune donazioni fatte alle abbazie di Brioude e di Conques e da una donazione fatta, nel 916, dal figlio primogenito, Guglielmo alla chiesa della Ss. Trinità in memoria dei genitori, Bernardo ed Ermengarda. Da Ermengarda, Bernardo ebbe quattro figli:
- Guglielmo il Pio od il Vecchio (ca.860-918), conte d'Alvernia, marchese di Settimania e duca d'Aquitania.
- Guerino di Tolosa († prima idel 918), citato in due documenti in cui si accenna a donazioni fatte dal nipote, Alfredo, nell'ottobre 927, anche in sua memoria[9]
- Ava(† prima idel 913), citata come badessa in una donazione del fratello Guglielmo, nell'893, in un documento presente nel carteggio dell'abbazia di Cluny[9]
- Adelaide o Adalinda, che, secondo l'Histoire Générale de Languedoc (volume II), sposò il conte Alfredo I di Carcassonne (830/840 - † 906), entrambi citati in due documenti in cui si accenna alle donazioni fatte dal figlio, Alfredo, nell'ottobre 927, anche in loro memoria[9]. Adelaide e Alfredo ebbero tre figli[9]:
  - Guglielmo II il Giovane duca d'Aquitania e conte d'Alvernia
  - Alfredo duca d'Aquitania e conte d'Alvernia
  - Bernardo, conte d'Alvernia

### Fonti primarie
- (LA)  Monumenta Germanica Historica, tomus primus.
- (LA)  Le manuel de Dhuoda.
- (LA)  Annales Bertiniani.

### Letteratura storiografica
- René Poupardin, I regni carolingi (840-918), in «Storia del mondo medievale», vol. II, 1979, pp. 583–635
- (FR)  Histoire du Duché de Bourgogne du VIIIème au XIVème siècle.
- (FR)  La famille des Nibelungen Les comtes d'Autun au IXe siècle.
- (FR)  Claude Devic e Joseph Vaissette, Histoire générale de Languedoc Google Books Vol. 1 (1840), Vol. 2 (1840), Vol. 3 (1841), Vol. 4 (1749), Vol. 5 (1842), Vol. 6 (1843), Vol. 7 (1843), Vol. 8 (1844), Vol. 9 (1845)